# مهیای عشق
Up for Love (نام اصلی: Un homme à la hauteur) یک فیلم کمدی رمانتیک فرانسوی-بلژیکی محصول سال ۲۰۱۶ به کارگردانی لوران تیرارد و با بازی ژان دوژاردن و ویرژینی افیرا است. این فیلم بازسازی فیلم آرژانتینی Corazón de León محصول ۲۰۱۳ است.

## داستان
دایان وکیلی است که چند سال پیش از شوهرش طلاق گرفته‌است. او پس از گم شدن تلفنش از الکساندر مردی بامزه و جذاب که گوشی را پیدا کرده و قصد پس دادن آن را دارد تماسی دریافت می‌کند. دایان که از تنهایی رنج می‌برد تحت تاثیر شیرین زبانی یابنده گوشی خود در پشت تلفن قرار می‌گیرد، آن دو  تصمیم می گیرند که قرار ملاقات بگذارند. دایان با توقعات فراوان راهی جلسه می‌شود به امید آن که این حادثه باعث شود یک مرد خوش مشرب و خوب وارد زندگی او بشود ولی در رستوران با اولین ملاقات متوجه می‌شود که الکساندر یک کوتاه قد ژنتیکی است. این اختلاف قد و خوش مشربی الکساندر دایان را بر سر دو راهی عملی بودن یا مضحکه مردم و دوستان شدن در این رابطه قرار می‌دهد و صحنه های قشنگ و خنده دار و گاهی غم انگیز را رقم می‌زند. دست آخر دیان تصمیم می‌گیرد با مشکلات اجتماعی و تفاوت قد میان خودش و الکساندر مواجه شود و با او نرد عشق ببازد.